# أل مايرز (طيار)
أل مايرز (بالإنجليزية: Al Meyers)‏ هو طيار أمريكي، ولد في 4 سبتمبر 1908، وتوفي في 15 مارس 1976.